# Bezwładność
Bezwładność, inercja – właściwość wszystkich ciał materialnych o masie spoczynkowej większej od zera, polegająca na tym, że w inercjalnym układzie odniesienia, jeśli na ciało nie działa siła lub działające siły równoważą się, to porusza się ono ruchem jednostajnym lub pozostaje w spoczynku. Zmiana prędkości ciała wymaga działania siły. Bezwładność ciał postulowana jest przez zasadę bezwładności. Miarą bezwładności ciała jest jego masa, natomiast jej odpowiednikiem w ruchu obrotowym – moment bezwładności.
Mierzalną wielkością związaną z bezwładnością ciał jest ich masa. Dokładna równość tzw. masy bezwładnej (obecnej we wzorze F = m·a) i masy ważkiej (wchodzącej w prawo grawitacji Newtona) została potwierdzona w doświadczeniach Loránda Eötvösa z niespotykaną wcześniej dokładnością. Sugeruje ona istnienie związku pomiędzy oddziaływaniami grawitacyjnymi a bezwładnością, nie został on jednak dotychczas wyjaśniony. Jest on jednak ważnym elementem konstrukcji ogólnej teorii względności Einsteina.
Istnienie bezwładności, podobnie jak całą mechanikę klasyczną, można wyprowadzić z zasady najmniejszego działania. Nieznane są ani źródła jej pochodzenia ani mechanizmy jej powstawania, większość fizyków przyjmuje bezwładność jako cechę materii. W ramach fizyki podejmowano próby wyjaśniania bezwładności postulując istnienie mechanizmów oddziaływania np. z resztą wszechświata. Autorem takiej koncepcji bezwładności był Ernst Mach. Próby wyjaśnienia natury bezwładności podejmował również m.in.  Albert Einstein, Dennis William Sciama, Bernard Haisch, Mike McCulloch (teoria MiHsC).